# ککولالاندا
ککولالاندا (به لاتین: Kekulalanda) یک منطقهٔ مسکونی در سری‌لانکا است که در استان مرکزی (سری‌لانکا) واقع شده‌است.